# 信賴者聯絡機
信賴者聯絡機（英語：Liant)是一款由位於密歇根州韋恩的史汀森飛機公司所生產的單發小型高翼單翼載客飛機

## 發展
信賴者是一款高翼、固定尾輪的單翼機，並使用星型發動機。從1933年到1941年，史汀森共製造了1,327架不同型號的Reliant，型號從SR-1到SR-10。最後一款民用型號是1938年推出的信賴者 SR-10。1942年2月，軍用版信賴者首次試飛，並生產到1943年底。
信賴者的型號可粗略分成兩大類，分別為——直翼版信賴者（所有SR-6之前的型號）和鷗翼版信賴者（從SR-7開始的所有型號，包括軍用版的V-77/AT-19）。直翼Reliant的機翼具有固定的翼弦和翼厚，並且由每側兩個支柱及額外的支撐支柱支撐。相比之下，錐形翼Reliant的機翼在翼展中間部分具有最寬的翼弦和翼厚，外翼後緣向前大幅傾斜，翼根前緣有圓形凹口，並由單一支柱支撐。錐形翼與機身之間存在顯著的高度差異，機翼厚度的變化使其從正面看有明顯的鷗翼外觀。

Stinson (Vultee) V-77

信賴者在第二次世界大戰期間服役於美國陸軍航空軍，並作為多用途飛機使用，編號為UC-81(作為教練機編號為AT-19)。英國皇家海軍和皇家空軍也使用信賴者用於輕型運輸和通信任務。戰後，這些飛機通通以編號Vultee V-77退役，並出售給民用市場。

## 型號

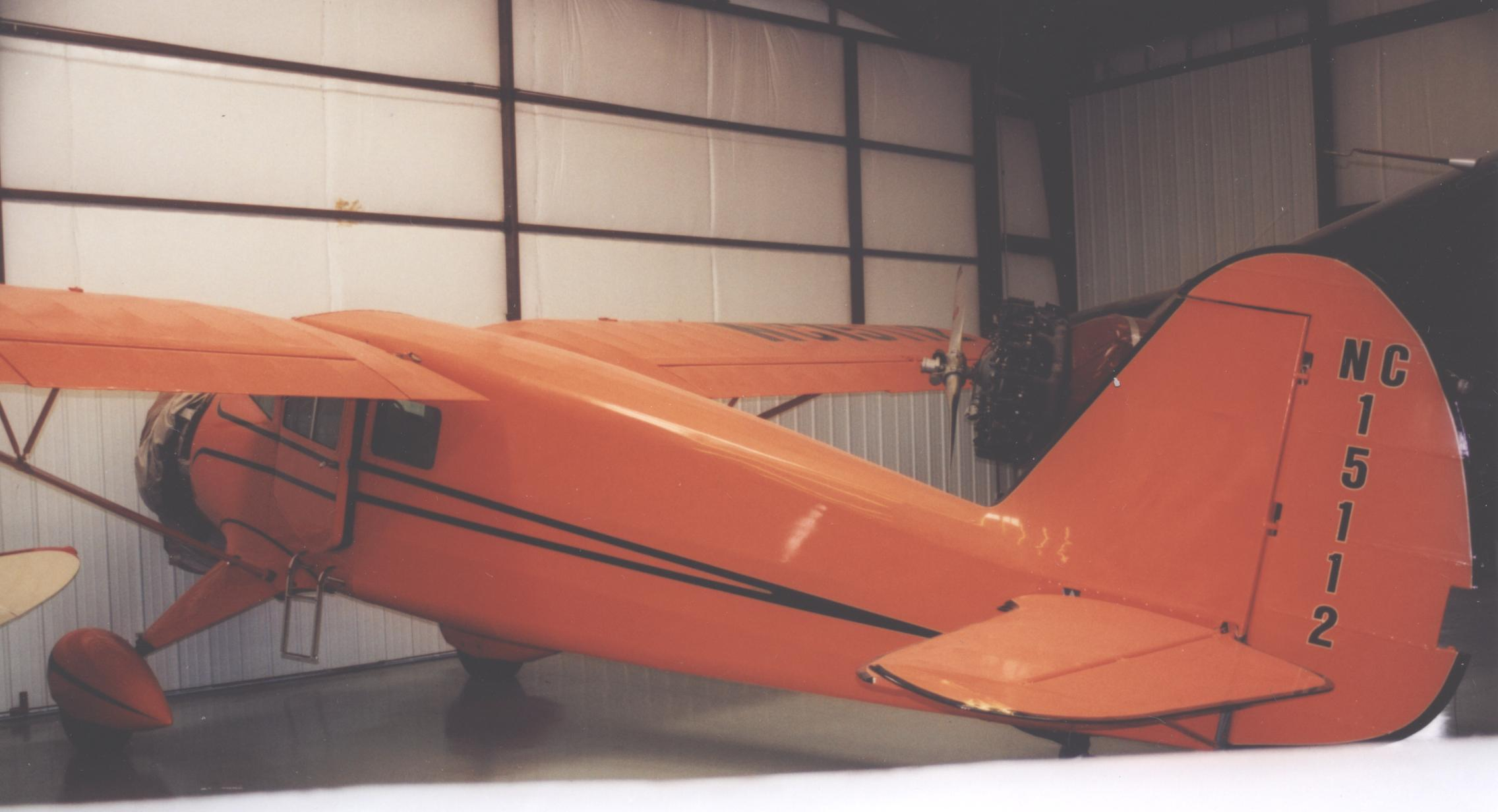
位於密蘇里州歷史飛機修復博物館的SR-6 Reliant

SR-10Reliant具有多種配置，以達成不同的工作性質，包括:
- 救護飛機（雙擔架）
- 運輸/救護雙版本
- 拖引飛機
- 滅火飛機
- 攝影飛機

### 民用型號
- SR Reliant:使用215 hp（160 kW） 萊康明 R-680（英语：Lycoming R-680）星型活塞發動機[4]
- SR-1:使用240 hp（180 kW）萊康明 R-680-2星型活塞發動機，共2架[5]
- SR-2:使用240-hp (179-kW)萊康明 R-680-7星型活塞發動機
- SR-3: 與SR-1相似，但有部分的結構變化
- SR-4: 使用250-hp (186-kW) 萊特R-760（英语：Wright R-760）-E星型活塞發動機
- SR-5: 升級版本，使用225-hp (168-kW)萊康明R-680-4星型活塞發動機
- SR-5A: 使用245-hp (183-kW)萊康明 R-680-6星型活塞發動機
- SR-5B: 使用240-hp (179-kW) 萊康明R-680-2星型活塞發動機
- SR-5C: 使用260-hp (194-kW) 萊康明R-680-5星型活塞發動機
- SR-5E: 使用225-hp (168-kW) 萊康明R-680-4星型活塞發動機
- SR-5F: 使用250-hp (186-kW) 萊特R-760-E星型活塞發動機
- SR-6: 四座客艙機型，使用萊康明R-680-6星型活塞發動機
- SR-6A: 四座客艙機型，使用225-hp (168-kW萊康明R-680-4星型活塞發動機
- SR-6B: 四座客艙機型，使用萊康明R-680-5星型活塞發動機
- SR-7: 首款採用鷗翼（英语：Gull wing）機翼的版本
- SR-7B: 四座客艙機型，使用萊康明R-680-B6星型活塞發動機，共47架[6]
- SR-7C: 四座客艙機型，使用萊康明R-680-B5星型活塞發動機，共3架.[6]
- SR-8A: 五座客艙機型
- SR-8B: 五座客艙機型，使用萊康明R-680-B6星型活塞發動機
- SR-8C: 五座客艙機型，使用萊康明R-680-B5星型活塞發動機
- SR-8D: 五座客艙機型，使用萊特R-760-E2星型活塞發動機
- SR-8DM:SR-8D的通用運輸版本
- SR-8E: 五座客艙機型，使用320-hp (239-kW)萊特R-760-E23星型活塞發動機
- SR-8DE:SR-8E的通用運輸版本
- SR-9: 1937年系列，裝有獨特的曲面擋風玻璃[7]
- SR-9A: 使用萊康明R-680-B4發動機，沒有建成[7]
- SR-9B: 使用245匹馬力（183千瓦特）萊康明R-680-B6發動機，共35架[7][8]
- SR-9C:使用260匹馬力（190千瓦特）萊康明R-680-B5發動機，共65架[7][8]
- SR-9D:使用285匹馬力（213千瓦特）萊康明-760-E1發動機，共22架[7][8]
- SR-9E: 使用320匹馬力（240千瓦特）萊康明R-760-E2發動機，共43架[7][8]
- SR-9F: 使用450匹馬力（340千瓦特）普惠黃蜂 Junior（英语：Pratt & Whitney R-985）星型活塞發動機，共34架[7]
- SR-10系列

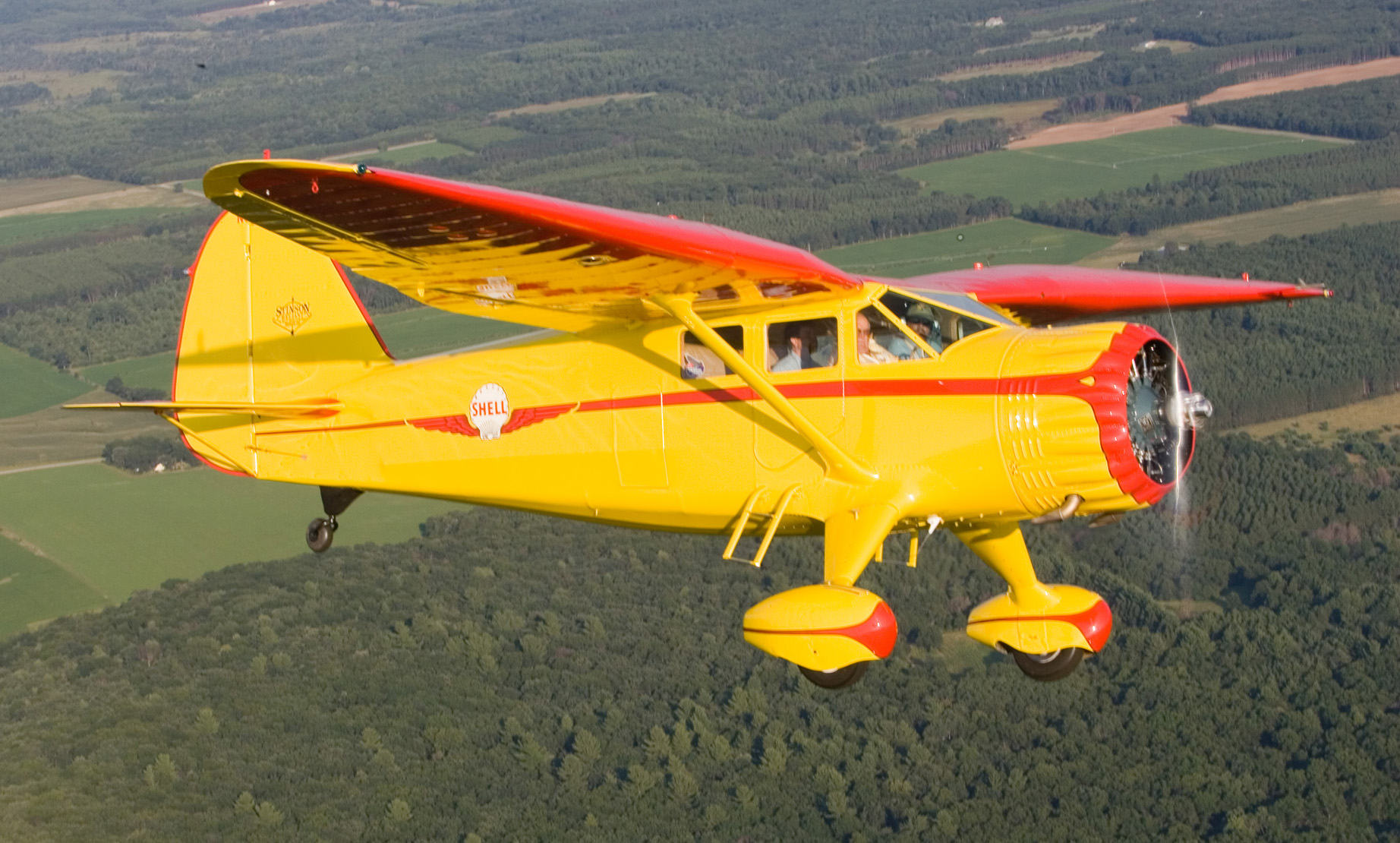
詹姆斯·杜立德的Shell Stinson Reliant SR-10，已修復

- SR-10B: 使用萊康明R-680-D6發動機，共1架[7]
- SR-10C: 使用萊康明R-680-D5發動機，共46架[7]
- SR-10D: 使用萊特R-760E-1發動機，共3架[9]
- SR-10E: 使用萊特R-760E-2星型活塞發動機，共21架[9]
- SR-10F: 使用普惠R-985黃蜂Junior SB星型活塞發動機，共18架[1]
- SR-10G: 使用萊康明R-680-E1星型活塞發動機，共12架[7]
- SR-10J: 使用萊康明R-680-E3發動機，共11架[7]
- SR-10K: 紐約市警局航空部門（英语：New York City Police Department Aviation Unit）的客製版本，使用450匹馬力（340千瓦特）萊特R-975E-3星型活塞發動機，共2架，一架使用常規起落架，一架使用edo（英语：Edo Aircraft Corporation）浮筒[7][10]

### 軍用版本

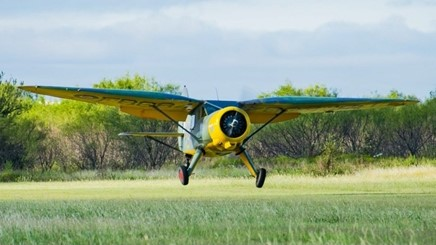
位於德州斯萊頓德州航空博物館的AT-19B

AT-19
美國陸軍航空軍給予UC-81的編號，以租借法案名義提供給英國皇家海軍，稱為Reliant I，共500架
AT-19A
原本是L-9A的命名，這是一款Voyager，而不是Reliant
AT-19B
原本是L-9B的命名，也是一款Voyager，而不是Reliant
AT-19C
改裝成航拍飛機的AT-19，共改裝51架
UC-81
4架被徵用的SR.8B
UC-81A
2架被徵用的SR.10G
UC-81B
1架被徵用的SR.8E
UC-81C
3架被徵用的SR.9C
XC-81D
1架被徵用的民用版SR.10F，用於開發滑翔機回收技術
UC-81E
4架被徵用的SR.9F
UC-81F
7架被徵用的SR.10F
UC-81G
3架被徵用的SR.9D
UC-81H
1架被徵用的SR.10E
UC-81J
9架被徵用的SR.9E
UC-81K
5架被徵用的SR.10Cs
UC-81L
2架被徵用的SR.8C
UC-81M
1架被徵用的SR.9EM
UC-81N
2架被徵用的SR.9B
L-12
2架於二戰期間被美國陸軍航空軍徵用的SR.5A
L-12A
2架於二戰期間被徵用的SR.7B
RQ-1
1架於1935年被美國海岸警衛隊徵用的SR-5 Reliant，後來改名為XR3Q-1並於1941年退役
XR3Q-1
1架於1935年被美國海軍徵用的SR-5 Reliant
Reliant I
500架根據租借法案提供給英國皇家海軍的信賴者，主要執行輸、通信、導航和無線電訓練等任務

## 使用國

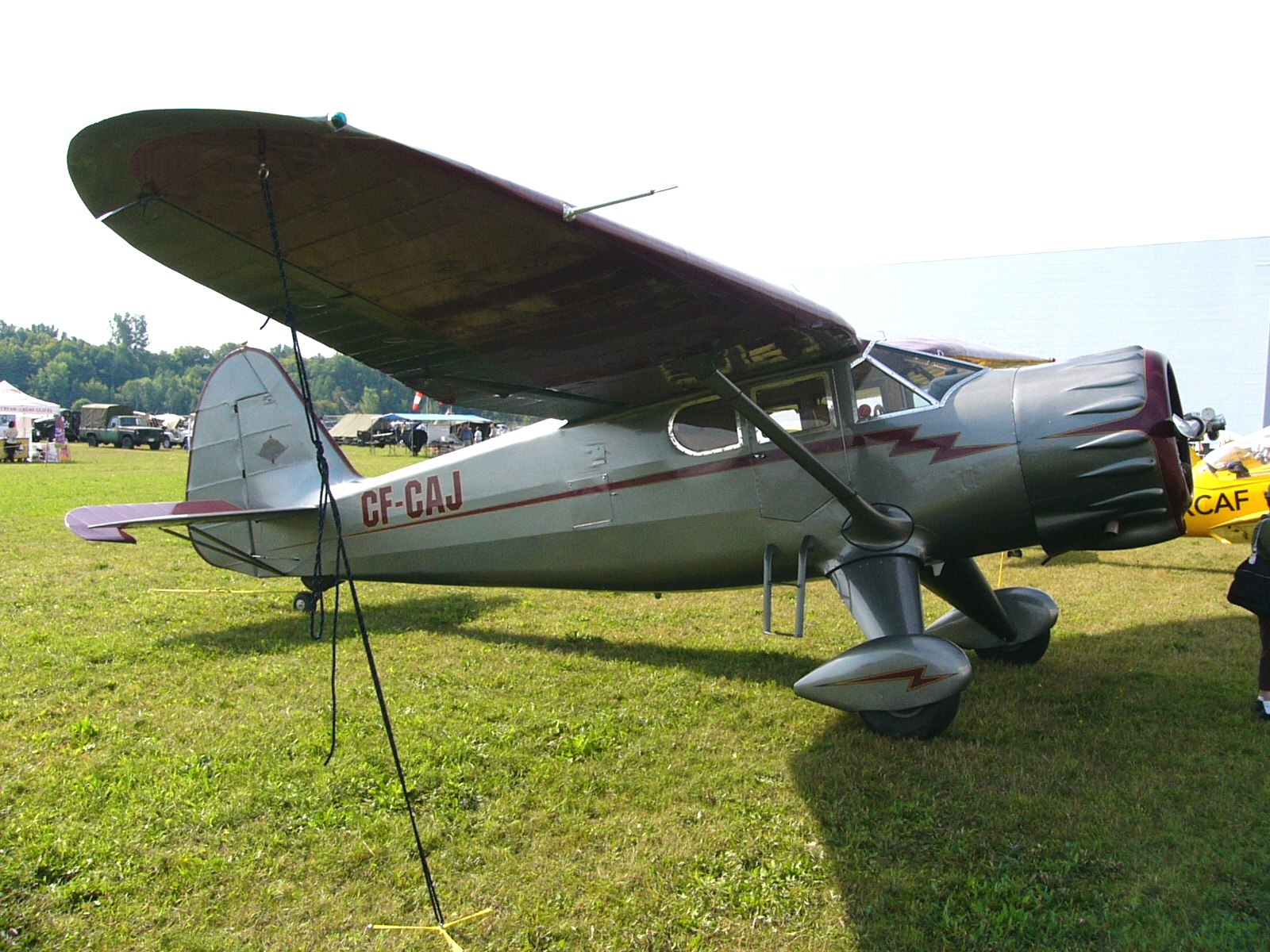
Stinson V77 Reliant

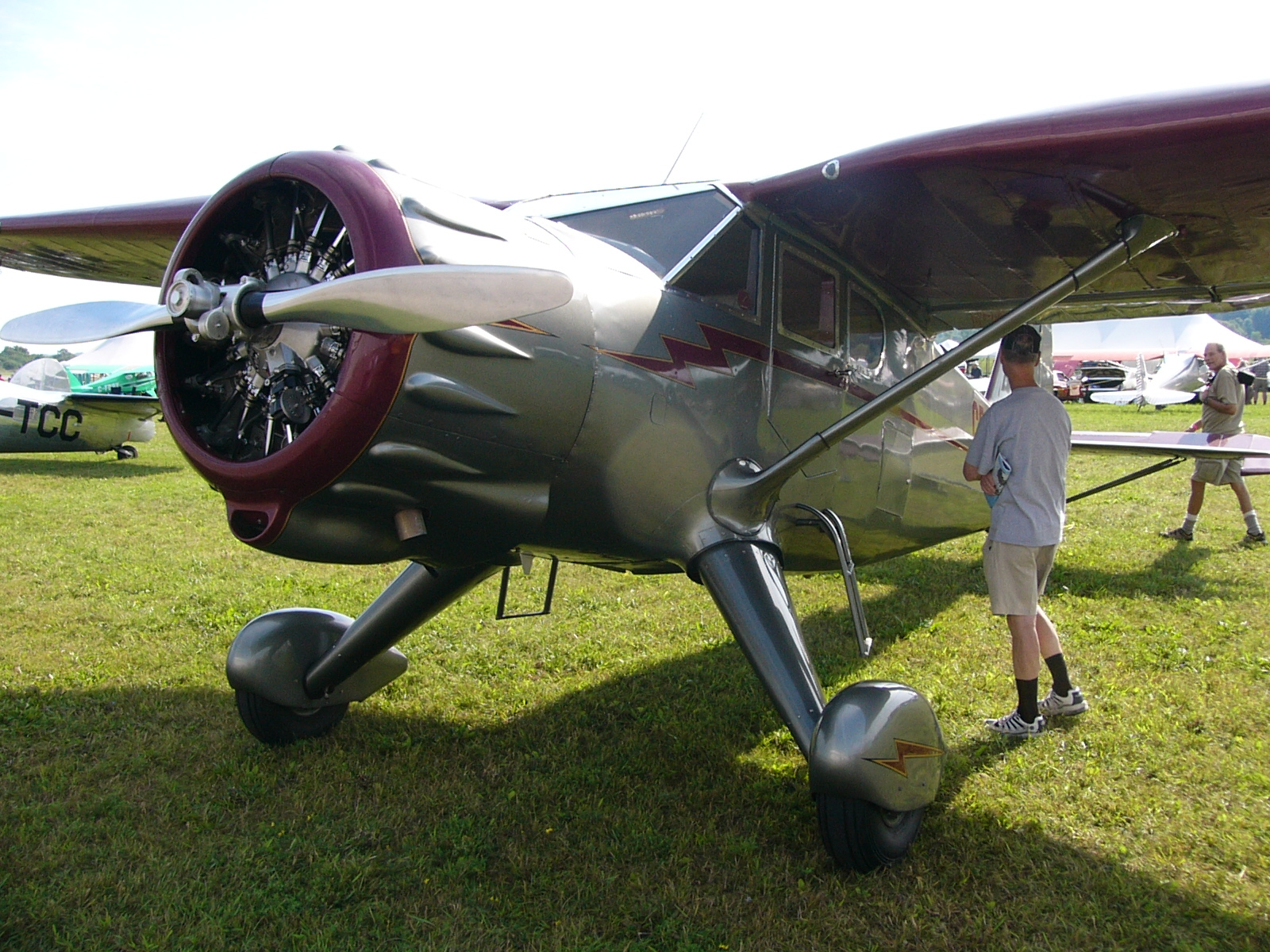
Stinson V77 Reliant

### 軍事用戶
阿根廷
- 阿根廷海軍[1]

- 澳洲皇家空軍[17]

 英国
- 英國皇家空軍[18]
- 艦隊航空隊

 乌拉圭
- 烏拉圭空軍（英语：Uruguayan Air Force）[19]

 美国
- 美國陸軍航空軍[20]
- 美國海岸巡防隊[15]
- 美國海軍[1]

### 民營用戶
巴西
- Aerolloyd Iguassu
- Aerovias Minas Gerais
- NAB – Navegação Aérea Brasileira

 薩爾瓦多
- 中美洲航空（英语：Grupo TACA）

 墨西哥
- 墨西哥航空[21]

 挪威
- 威德羅航空

 巴拉圭
- Líneas Aéreas de Transporte Nacional (LATN)

 美国
- 紐約市警局航空部門（英语：New York City Police Department Aviation Unit）
- 西北航空

### 書目
- Andrade, John. . Midland Counties Publications. 1979. ISBN 0-904597-22-9.
- Elliot, Bryn. . Air Enthusiast. No. 68. March–April 1997: 46–51. ISSN 0143-5450.
- Halley, James J. . Tonbridge, Kent, UK: Air Britain (Historians). 1980. ISBN 0-85130-083-9.
- Pearcy, Arthur. . Shrewsbury, UK: Airlife Publishing. 1991. ISBN 1-85310-118-4.
- Sapienza, Antonio Luis.  [The First Commercial Transport Aircraft in Paraguay]. Avions: Toute l'Aéronautique et son histoire. June 2000, (87): 45–47. ISSN 1243-8650 （法语）.
- . Aviation Week & Space Technology. Vol. 36 no. 2. February 1937: 35–36.
- Swanborough, F. G.; Bowers, Peter M. . London: Putnam. 1963.
- Swanborough, Gordon; Bowers, Peter M.  Second. London: Putnam. 1976. ISBN 0-370-10054-9.
- Wegg, John. . London: Putnam. 1990. ISBN 0-85177-833-X.

## 外部連結
- Stinson SR-10F Reliant National Air and Space Museum, Smithsonian Institution （页面存档备份，存于）
- Stinson UC-81 Reliant (Stinson AT-19/SR-10) Fleet Air Arm Archive
- Stinson SR-9 Alberta Aviation Museum
- (1944) T.O. No. 01-50KA-1 Pilot's Flight Operating Instructions for Army Model AT-19 Airplanes, British Model Reliant （页面存档备份，存于）